# Maninghen-Henne
Maninghen-Henne är en kommun i departementet Pas-de-Calais i regionen Hauts-de-France i norra Frankrike. Kommunen ligger i kantonen Marquise som tillhör arrondissementet Boulogne-sur-Mer. År 2022 hade Maninghen-Henne 329 invånare.

## Befolkningsutveckling
Antalet invånare i kommunen Maninghen-Henne
| Referens: INSEE |